# 思茅河
思茅河，位于中华人民共和国云南省普洱市思茅区中部的一条河流，是普洱河（普洱大河）左岸支流。发源于思茅区南屏镇曼连社区岔河东北，大尖山东北麓，蜿蜒向西流注入信房水库，出库后向北流，经普洱市城区西部，之后进入中低山峡谷地带，最后于云仙彝族乡大箐村犁（立）新田东南注入普洱河。河长56千米，流域面积296平方千米，落差654米，河道平均比降8.7‰。上游的信房水库和洗马河水库是普洱市重要的城市供水水源。